# Carl Remigius Fresenius

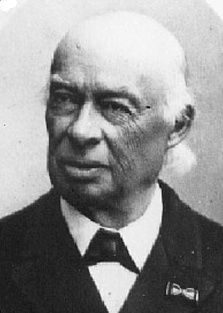
Carl Remigius Fresenius

Carl Remigius Fresenius (28. prosince 1818 Frankfurt nad Mohanem - 11. června 1897 Wiesbaden) byl německý analytický chemik, tajný rada a zakladatel chemické laboratoře ve Wiesbadenu, která dnes nese název SGS Institut Fresenius. Tento institut je jedním z předních poskytovatelů nelékařských laboratorních analýz v Evropě a světovou společností v oblasti inspekce, testování, ověřování a certifikace.
V roce 1852 byl zvolen poslancem Leopoldiny (také Národní akademie věd nebo Academia Leopoldina). Tato instituce založená v roce 1652 je nejstarší vědeckou lékařskou společností v německy mluvícím světě a ve světě nejstarší trvale existující akademií přírodních věd.
V roce 1875 byl přijat za korespondenta Bavorské akademie věd a v roce 1888 do Pruské akademie věd. Byl členem Společnosti německých přírodovědců a lékařů. Díky svému pedagogickému talentu vychoval mnoho studentů chemie. V roce 1892 byl jmenován čestným občanem Wiesbadenu a po mnoho let působil v tomto městě jako předseda městské rady.

## Život

### Vzdělání
Carl Remigius byl synem Jakoba Samuela Heinricha Freseniuse a jeho manželky Marie Veroniky Fingerové. Po studiích na Benderově institutu ve Weinheimu a na Städtische Gymnasium ve Frankfurtu nad Mohanem nastoupil v roce 1836 do učení na frankfurtské Steinsche Apotheke. Během svých školních let navštěvoval přednášky Rudolfa Böttgera z chemie a fyziky ve Fyzikální společnosti. Jeho velkým zájmem byla analytická chemie a v zahradním domku svého otce si zřídil vlastní malou laboratoř.

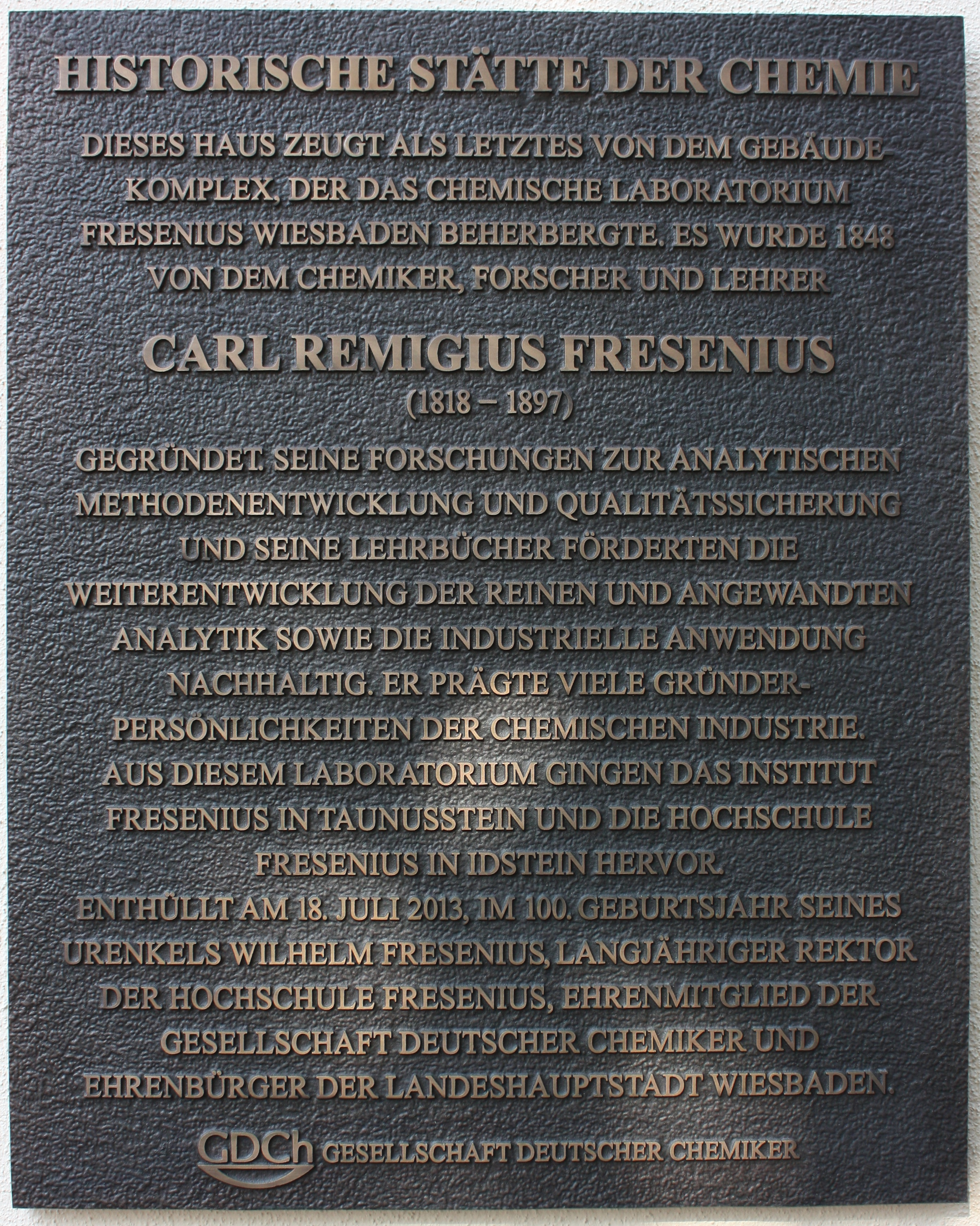
Pamětní deska na bývalé budově laboratoře Fresenius ve Wiesbadenu

V roce 1840 začal studovat chemii na univerzitě v Bonnu. V roce 1841 ve druhém semestru svých studií napsal své klíčové dílo Anleitung zur quantitative chemische Analyse (Pokyny pro kvantitativní chemickou analýzu), které se dočkalo 17 vydání. Poté, co se rozhodl plně se věnovat chemii, odešel do tehdejšího chemického centra v Gießenu k Justu von Liebigovi, jehož byl osobním asistentem od dubna 1842 do podzimu 1845. Druhé vydání Pokynů pro kvalitativní chemickou analýzu obsahovalo pochvalnou předmluvu od Liebiga, který ji také začal používat jako učebnici ve své laboratoři. Za tuto práci mu v roce 1842 filozofická fakulta udělila doktorát. V roce 1843 se habilitoval jako soukromý docent s prací o spolehlivém kvantitativním stanovení arsenu.

### Kariéra
V roce 1845 jej povolání profesora chemie, fyziky a techniky přivedlo na vévodsko-nassavský zemědělský institut na statku Geisberg u Wiesbadenu.
Na jaře roku 1848 si otevřel chemickou laboratoř v domě, který si koupil po vzoru Justa von Liebiga. V této chemické laboratoři s názvem Fresenius Wiesbaden se vyučovala chemie a prováděly rozbory minerálních vod, průzkum nejdůležitějších nassauských jílů nebo zkoumání druhů ovoce, moštů a vín. Od roku 1862 se zde vyučovala i farmacie jako součást Farmaceutického vzdělávacího institutu a od roku 1868 zemědělská chemie a ekologie. Později byla rozšířena o několik dalších kateder a stala se specializovanou akademii. V současnosti se nazývá SGS Institut Fresenius a je přední světovou společností v oblasti inspekce, testování, ověřování a certifikace, a je jedním z předních poskytovatelů nelékařských laboratorních analýz v Evropě.
Od roku 1862 byl redaktorem časopisu Zeitschrift für Analytische Chemie (Časopis o analytické chemii). V roce 1873 vyšla jeho kniha Geschichte des chemische Laboratoriums zu Wiesbaden  (Historie chemické laboratoře ve Wiesbadenu).
Carl Remigius Fresenius zemřel 11. června 1897 ve věku 79 let. Je pohřben na Starém hřbitově ve Wiesbadenu.

### Politická kariéra

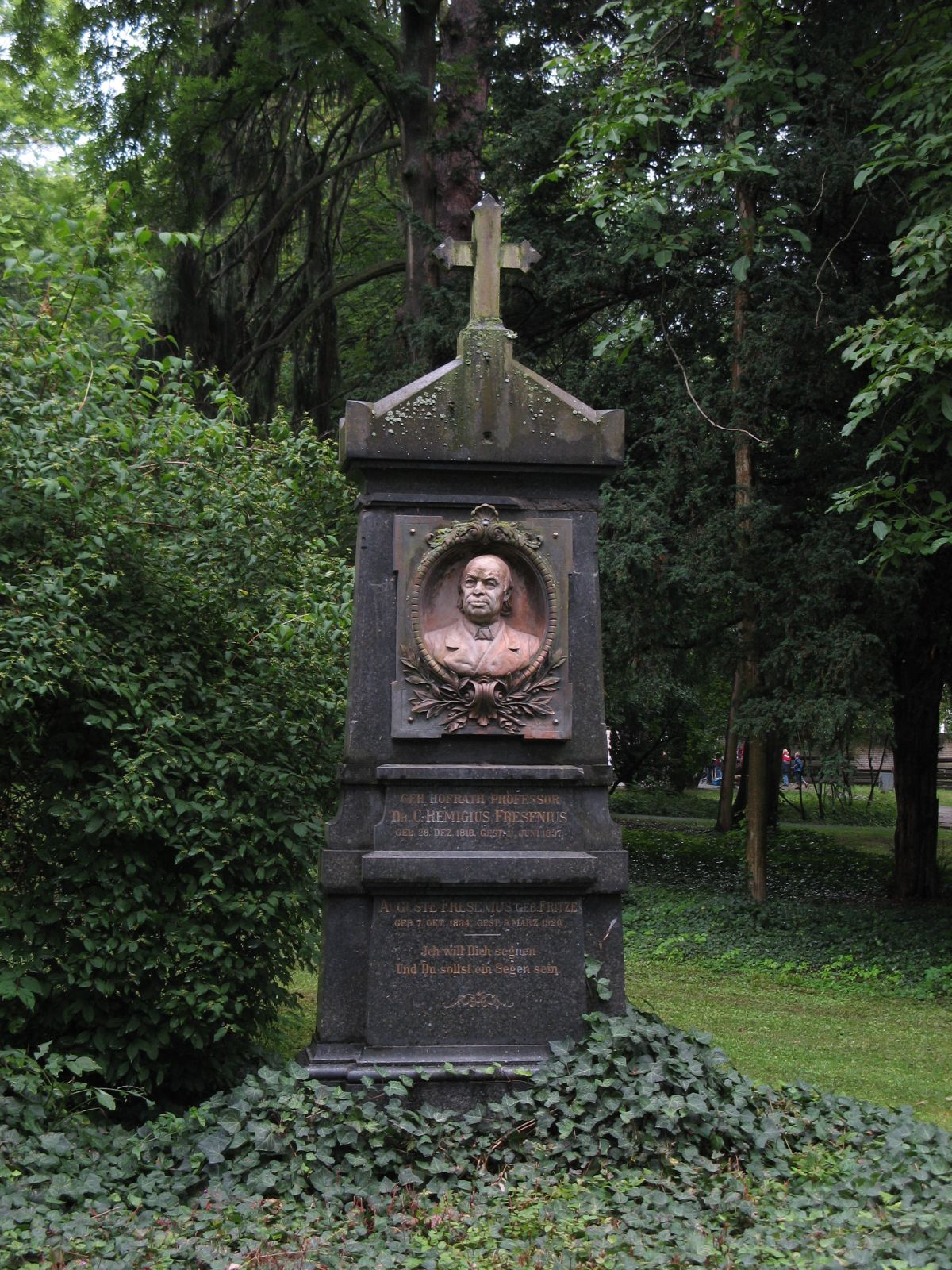
Náhrobek Carla Remigiuse Freseniuse ve Weisbadenu

- V letech 1848 až 1851 byl členem poslanecké sněmovny v Nassau za volební obvod XII (Wiesbaden/Hochheim). V zemském sněmu byl členem Klubu pravice.
- V letech 1893 až 1897 byl poslancem městského parlamentu za okres Wiesbaden, zemského sněmu za spolkovou zemi Hesensko-Nassavsko a předsedou městské rady ve Wiesbadenu.

### Rodina
Carl Remigius Fresenius byl dvakrát ženatý. Poprvé se oženil 21. září 1845 v Gießenu s Marií Luisou Gertrudou Charlottou Rumpfovou, dcerou literárního vědce Friedricha Karla Rümpfa. Podruhé se oženil 14. května 1874 ve Wiesbadenu s Augustou Marianne Ferdinande Elisabeth Fritze, dcerou nasavského osobního lékaře a tajného rady v Biebrichu. Celkem měl deset dětí.

## Vyznamenání
- V roce 1899 byl jmenován čestným členem Nassavské společnosti pro přírodní historii
- V roce 1892 se stal čestným občanem města Wiesbaden.
- Město Frankfurt nad Mohanem pojmenovalo na jeho počest ulici Freseniusstraße ve čtvrti Westend. Sousední ulice jsou pojmenovány po dalších významných chemicích nebo osobností chemického průmyslu.
- V roce 1904 vytvořil berlínský sochař Karl Reinert pomník s bustou Fresenia z carrarského mramoru, který byl vztyčen na zelené ploše na Freseniusstraße ve Wiesbadenu.
- V roce 2013 Společnost německých chemiků označila chemickou laboratoř Fresenius Wiesbaden za historické místo chemie, aby tak uctila počátky analytické chemie v Německu.

## Dílo
- Nové metody testování potaše a sody, popela, kyselin, zejména octa, jakož i hnědého kamene z hlediska jejich skutečného obsahu a komerční hodnoty: pro chemiky, lékárníky, techniky a obchodníky; upraveno pouze podle vlastních experimentů. Winter, Heidelberg 1843 Digitální vydání Univerzitní a státní knihovny v Düsseldorfu
- Pokyny pro kvalitativní chemickou analýzu nebo studium operací, činidel a chování známějších těles k činidlům: pro začátečníky i zkušenější osoby. Vieweg, Braunschweig 9. vyd. 1856 Digitální vydání Univerzitní a státní knihovny v Düsseldorfu
- Pokyny pro kvantitativní chemickou analýzu nebo doktrínu stanovení hmotnosti a oddělení těl častěji se vyskytujících ve farmacii, umění, řemesle a zemědělství v jednoduchých a složených sloučeninách : pro začátečníky i zkušenější ; se 190 dřevoryty. Vieweg, Braunschweig 5. vyd. 1870 Digitální vydání Univerzitní a státní knihovny v Düsseldorfu